# Єременко Микола Миколайович (молодший)
Микола Миколайович Єрьоменко (14 лютого 1949, Вітебськ, Білоруська РСР — 27 травня 2001, Москва, Росія) — радянський, російський актор і кінорежисер. Лауреат премії Ленінського комсомолу (1980). Заслужений артист РРФСР (1983). Народний артист Росії (1994).

## Біографія
Народився 14 лютого 1949 року у м. Вітебську в родині народного артиста СРСР М. М. Єременка та народної артистки Білорусі Г. О. Орлової.
Закінчив Всесоюзний державний інститут кінематографії (1971, курс С. Герасимова і Т. Макарової). Дебютував в кіно у 1969 році в фільмі свого педагога С. Герасимова «Біля озера», де знялися також майбутні кінозірки — однокурсниці Єременка: Наталія Бєлохвостікова, Наталія Арінбасарова, Наталія Бондарчук.
У 1971—1976 рр. — актор Московського Театру-студії кіноактора.
З 1976 року — актор кіностудії імені М. Горького.
Знімався в фільмах відомих режисерів: С. Герасимова, С. Говорухіна, С. Ростоцького, В. Мельникова, В. Дормана, С. Дружиніної, Я. Лапшина та ін. Працював на картинах українських кіностудій. Один з найпопулярніших і улюблених глядачем акторів радянського кіно.
У 1995 році поставив картину «Син за батька…» (у співавт. з М. Касимовою), в якій зняв свого батька в головній ролі. Картина удостоєна ряду кінопремій.
З 2001 року — радник з питань культури посольства Білорусі в Москві.
Помер 27 травня 2001 року в Москві. Похований у Мінську.

## Фестивалі та премії
- 1980 — Премія Ленінського комсомолу: За створення образу сучасника в кіно.
- Фільм М. Єременка «Син за батька…» (1995) удостоєний нагород[1]:
  - 1996 — МКФ слов'янських і православних народів «Золотий Витязь»: Приз «Бронзовий Витязь» за найкращий ігровий фільм;
  - 1996 — Національний КФ білоруських фільмів в Бересті: Приз «Кришталевий лелека» за найкращий ігровий фільм;
  - 1996 — ОРКФ «Кінотавр» в Сочі: Спеціальний приз журі в конкурсі «Панорама»;
  - 1998 — Головний приз міжнародного кінофестивалю в Пхеньяні (Північна Корея)[2].

## Фільмографія
Режисер-постановник:
- «Син за батька…» (1995, Росія—Білорусь; у співавт. з М. Касимовою)

Акторські кінороботи:
- «Біля озера» (1969, Альоша)
- «Гарячий сніг» (1972, Дроздовський)
- «Любити людину» (1972, Коля Стеценко)
- «Повернення немає» (1973, Григорій)
- «Виконання бажань» (1973, Микола Трубачевський)
- «Злива» (1974, Колька)
- «Сім'я Іванових» (1975, Олексій Чистохвалов)
- «Червоне і чорне» (1976, Жюльєн Сорель)
- «Ходіння по муках» (1977, Василь Рубльов)
- «31 червня» (1978, Сем Пенті, художник)
- «Бунтівна барикада» (1978, Василь Степанов)
- «Втеча з в'язниці» (1978, Максим Литвинов) — Одеська кіностудія
- «Трактир на П'ятницькій» (1978, бандит Михайло Єрьомін, «Циган»)
- «Пірати XX століття» (1979, старший механік Сергій Сергійович) — найкращий актор 1981 року за роль у фільмі «Пірати ХХ століття» за опитуванням журналу «Радянський екран»
- «Я чекатиму...» (1979, Микита Воронов)
- «Ескадрон гусар летючих» (1980, князь Болховський)
- «Юність Петра»/Peters Jugend (1980, Олександр Меншиков)
- «На початку славних справ» (1980, СРСР—НДР; Олександр Меншиков)
- «Сонячний вітер» (1981, Сергій Пономарьов)
- «Йшов четвертий рік війни…» (1983, розвідник Антипов)
- «Лев Толстой» (1984, піаніст і композитор Олександр Гольденвейзер)
- «Мідний ангел» (1984, Себастьян Вальдес, гангстер)
- «У пошуках капітана Гранта» (1985, т/ф, 9 с, СРСР—Болгарія; лорд Гленарван) — Одеська кіностудія, Бояна
- «Особистий інтерес» (1986, Олександр Сурміла)
- «Уповноважений революцією» (1987, В. В. Куйбишев)
- «Будні і свята Серафими Глюкиної» (1988, Олексій Воронков)
- «Я оголошую вам війну» (1990, Єрохін)
- «Царське полювання» (1990, СРСР—Італія—Чехословаччина; граф Олексій Орлов)
- «Снайпер» (1991, Джей Бенсон) — кіностудія ім. О. Довженка
- «Холод» (1991)
- «Білі ночі» (1992, мешканець)
- «Східний роман» (1992, Микола)
- «Аз воздам» (1993, Білорусь—Польща; князь Радзивілл)
- «Не стріляйте в пасажира!» (1993, письменник)
- «Зроби мені боляче» (1993, Росія—Україна; Стас Ільїн, режисер) — «Дальвент Ф» і Одеська кіностудія
- «Троцький» (1993, Наум Ейтінгон)
- «Притча про світлицю» (1994, Україна) — кіностудія ім. О. Довженка
- «Роман „alla russa“» (1994, Росія—Білорусь; Гліб)
- «Син за батька...» (1995)
- «Хрестоносець» (1995, Єрема)
- «Незнайома зброя, або Хрестоносець 2» (1998, режисер)
- «Тести для справжніх чоловіків» (1998, авантюрист)
- «Імперія під ударом» (2000, т/с; міністр внутрішніх справ Плеве)
- «Маросейка, 12» (2000, серія «Мокра справа»; кримінальний авторитет «Купол»)
- «Лицарський роман» (2000, кесар Никифор)
- «Подаруй мені місячне сяйво» (2001, Росія—Білорусь; Сергій Купріянов)
- «Удар Лотоса» (2001, батько Ежена)
- «Бригада» (2002, телесеріал; Юрій Ростиславович Холмогоров, батько «Космоса») та ін.

## Пам'ять
- Пам'яті актора присвячено кілька документальних фільмів та передач, зокрема (рос.):
  - 2003 — «Николай Ерёменко (младший)». Фильм 98 (в документальному циклі «Чтобы помнили»);
  - 2006 — «Николай Ерёменко (младший)» (в документальному циклі «Как уходили кумиры»);
  - 2006 — «Пираты ХХ века. Ерёменко — Нигматулин» (док. фільм);
  - 2011 — «Пираты ХХ века» (в документальному циклі «Тайны советского кино»);
  - 2014 — «Последняя весна Николая Ерёменко» (док. фільм).